# Judo als Jocs Olímpics d'estiu de 2008

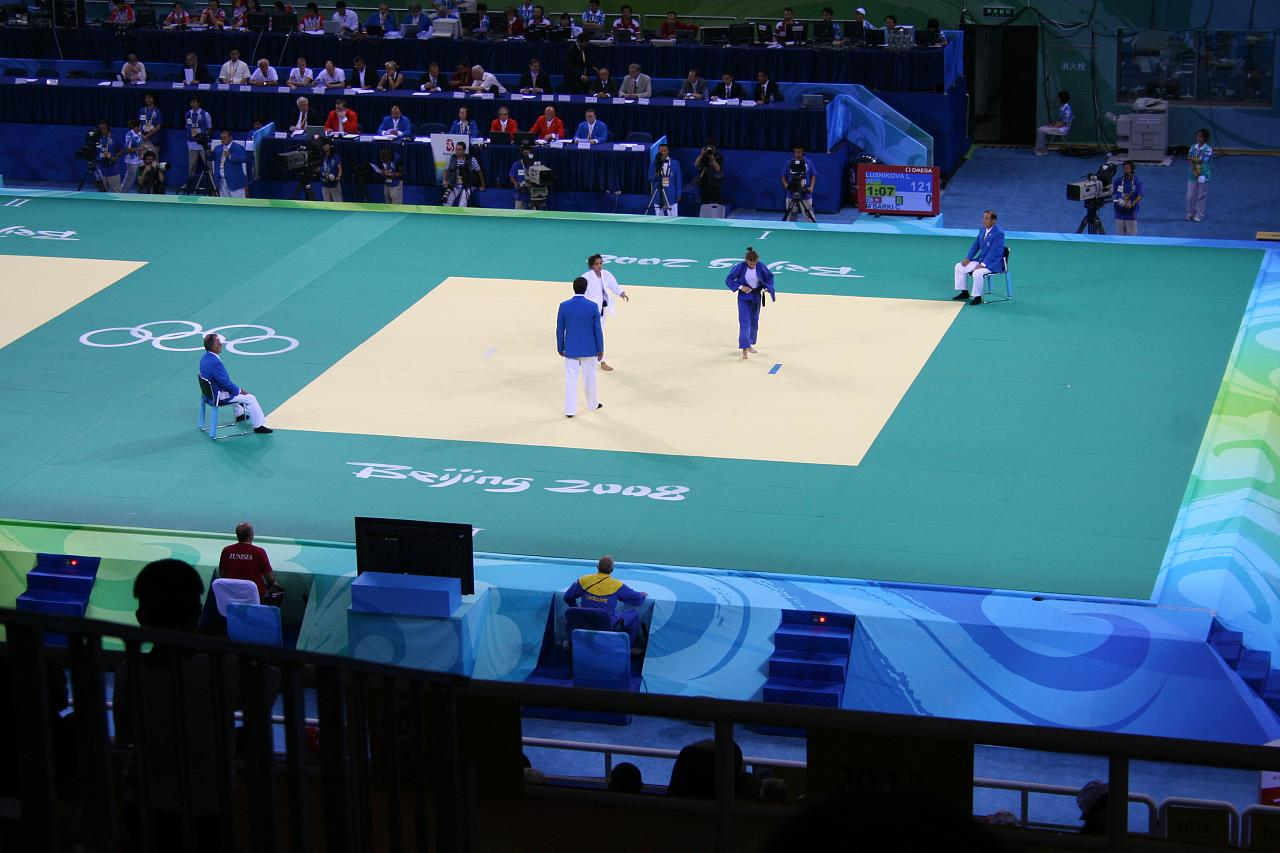
Un moment de la competició de Judo durant els Jocs

La competició de judo als Jocs Olímpics d'Estiu 2008 va estar formada per catorze competicions, set en categoria masculina i set més en femenina, realitzades entre el 9 i el 15 d'agost de 2008 al Gimnàs de la Universitat de Beihang.

## Medallistes

### Homes
| Event   | Or                                 | Plata                         | Bronze                                                  |
| -60 kg  | Choi Min-ho · Corea del Sud        | Ludwig Paischer · Àustria     | Rishod Sobirov · UzbekistanRuben Houkes · Països Baixos |
| -66 kg  | Masato Uchishiba · Japó            | Benjamin Darbelet · França    | Yordanis Arencibia · CubaPak Chol-min · Corea del Nord  |
| -73 kg  | Elnur Mammadli · Azerbaidjan       | Wang Ki-chun · Corea del Sud  | Rasul Boqiev · TadjikistanLeandro Guilheiro · Brasil    |
| -81 kg  | Ole Bischof · Alemanya             | Kim Jae-bum · Corea del Sud   | Tiago Camilo · BrasilRoman Gontiuk · Ucraïna            |
| -90 kg  | Irakli Tsirekidze · Geòrgia        | Amar Benikhlef · Algèria      | Hesham Mesbah · EgipteSergei Aschwanden · Suïssa        |
| -100 kg | Naidangiin Tüvshinbayar · Mongòlia | Askhat Zhitkeyev · Kazakhstan | Movlud Miraliyev · AzerbaidjanHenk Grol · Països Baixos |
| +100 kg | Satoshi Ishii · Japó               | Abdullo Tangriev · Uzbekistan | Teddy Riner · FrançaOscar Braison · Cuba                |

### Dones
| Event  | Or                                | Plata                               | Bronze                                                           |
| -48 kg | Alina Alexandra Dumitru · Romania | Yanet Bermoy · Cuba                 | Paula Pareto · ArgentinaRyoko Tani · Japó                        |
| -52 kg | Xian Dongmei · R.P. de la Xina    | An Kum-ae · Corea del Nord          | Soraya Haddad · AlgèriaMisato Nakamura · Japó                    |
| -57 kg | Giulia Quintavalle · Itàlia       | Deborah Gravenstijn · Països Baixos | Xu Yan · R.P. de la XinaKetleyn Quadros · Brasil                 |
| -63 kg | Ayumi Tanimoto · Japó             | Lucie Décosse · França              | Elisabeth Willeboordse · Països BaixosWon Ok-im · Corea del Nord |
| -70 kg | Masae Ueno · Japó                 | Anaysi Hernández · Cuba             | Ronda Rousey · Estats UnitsEdith Bosch · Països Baixos           |
| -78 kg | Yang Xiuli · R.P. de la Xina      | Yalennis Castillo · Cuba            | Jeong Gyeong-mi · Corea del SudStéphanie Possamaï · França       |
| +78 kg | Tong Wen · R.P. de la Xina        | Maki Tsukada · Japó                 | Idalys Ortiz · CubaLucija Polavder · Eslovènia                   |

## Medaller
| Pos.  | País            | Or | Plata | Bronze | Total |
| 1     | Japó            | 4  | 1     | 2      | 7     |
| 2     | R.P. de la Xina | 3  | 0     | 1      | 4     |
| 3     | Corea del Sud   | 1  | 2     | 1      | 4     |
| 4     | Azerbaidjan     | 1  | 0     | 1      | 2     |
| 5     | Geòrgia         | 1  | 0     | 0      | 1     |
| 5     | Alemanya        | 1  | 0     | 0      | 1     |
| 5     | Itàlia          | 1  | 0     | 0      | 1     |
| 5     | Mongòlia        | 1  | 0     | 0      | 1     |
| 5     | Romania         | 1  | 0     | 0      | 1     |
| 10    | Cuba            | 0  | 3     | 3      | 6     |
| 11    | França          | 0  | 2     | 2      | 4     |
| 12    | Països Baixos   | 0  | 1     | 4      | 5     |
| 13    | Corea del Nord  | 0  | 1     | 2      | 3     |
| 14    | Algèria         | 0  | 1     | 1      | 2     |
| 14    | Uzbekistan      | 0  | 1     | 1      | 2     |
| 16    | Àustria         | 0  | 1     | 0      | 1     |
| 16    | Kazakhstan      | 0  | 1     | 0      | 1     |
| 18    | Brasil          | 0  | 0     | 3      | 3     |
| 19    | Argentina       | 0  | 0     | 1      | 1     |
| 19    | Egipte          | 0  | 0     | 1      | 1     |
| 19    | Eslovènia       | 0  | 0     | 1      | 1     |
| 19    | Suïssa          | 0  | 0     | 1      | 1     |
| 19    | Tadjikistan     | 0  | 0     | 1      | 1     |
| 19    | Ucraïna         | 0  | 0     | 1      | 1     |
| 19    | Estats Units    | 0  | 0     | 1      | 1     |
| Total | Total           | 14 | 14    | 28     | 56    |